# 鲍曼氏膜
鮑曼氏膜（英語：Bowman's membrane）又稱包曼氏層、前彈力層或前限制層，是光滑、無細胞的非再生層，位於眼角膜的上皮層和基質層之間。以堅固、無規則的膠原纖維組成，其中光滑的前側表皮面朝向上皮基底膜，後側表皮面與角膜基質層的膠原薄片融合。